# Levi's Stadium
El Levi's Stadium és un estadi de futbol americà situat a la ciutat de Santa Clara (Califòrnia), Estats Units. Es troba dins de l'àrea metropolitana de San Francisco. Es va inaugurar a l'agost de l'any 2014 i es fa servir principalment per als partits de local dels San Francisco 49ers de la National Football League.
A més, serà seu de la final de la Pacific-12 Conference i el San Francisco Bowl de futbol americà universitari a partir de l'any 2014, a més d'un partit anual dels San Jose Earthquakes de la Major League Soccer.
Per la seva banda, s'utilitzarà per a un partit amistós de futbol entre Mèxic i Xile el 6 de setembre, un partit de la National Hockey League el 2014, un partit de la National Hockey League entre San Jose Sharks i Los Angeles Kings el 2015, l'espectacle de lluita lliure professional WrestleMania 31 el 2015, i la Super Bowl 50 el 2016.
La seva capacitat oficial és de 71.139 espectadors, i pot ampliar-se a 77.456 per a esdeveniments especials. L'estadi és de cel obert i compta amb gespa natural, 2.500 metres quadrats de sostre verd, 1.800 metres quadrats de panells solars, i un sistema de reciclat d'aigua per a reg i banys. L'empresa de vestimenta Levi Strauss & Co. és el patrocinador titular de l'estadi.

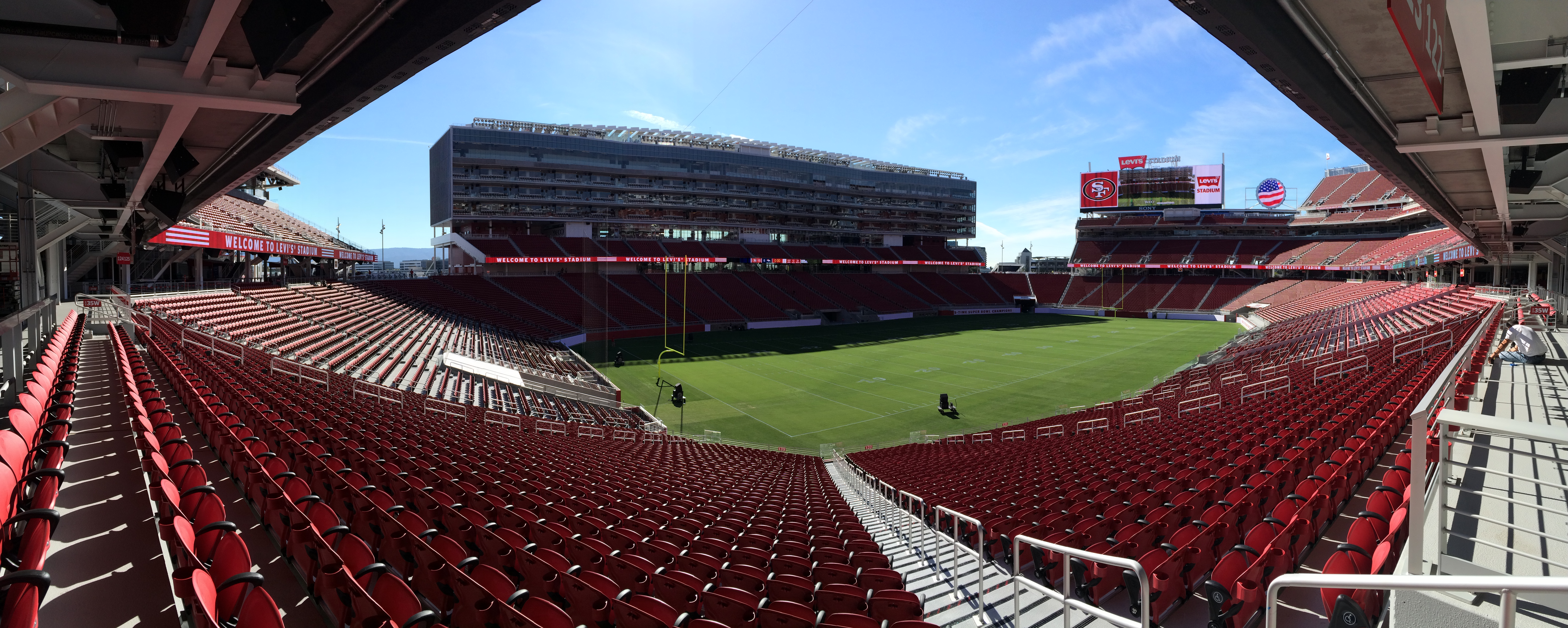
Imatge panoràmica del Levi's Stadium.